# SN 1993ai
SN 1993ai – supernowa typu Ia odkryta 10 grudnia 1993 roku w galaktyce UGC 3483. W momencie odkrycia miała maksymalną jasność 18,00m.